# Moscheea lui Kılıç Ali Pașa
Moscheea lui Kılıç Ali Pașa este o moschee din Istanbul, Turcia. Ea cuprinde un complex întreg de clădiri religioase, printre care și școli coranice.

## Istorie și arhitectură
Moscheea a fost construită de către arhitectul Mimar Sinan, din ordinul vizirului Kılıç Ali Pașa. Construcția ei a avut loc între anii 1578-1580, iar în decursul a 90 de ani i-au fost adăugate mai multe clădiri anexe, creând astfel un complex. Ea a fost construită după modelul Marii Moschei Ayasofia.
Moscheea lui Kılıç Ali Pașa are un dom cu un diametru de 12,7 metri și un singur minaret. În curtea din spate se află un mausoleu unde se găsește mormântul pașei.
Interiorul este simplu în comparație cu alte moschei construite în perioada asta, iar pereții sunt decorați cu versete din Coran. Mihrabul are formă pătrată și se află într-o absidă.